# Gérard Ben Arous
Gérard Ben Arous  (26 de junho de 1957) é um matemático francês, que trabalha principalmente com estocástica e geometria diferencial.

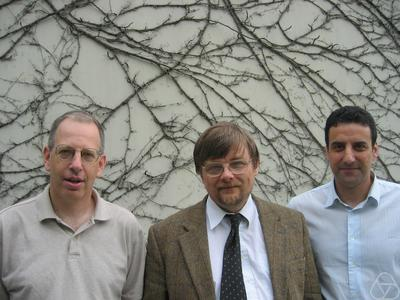
Gérard Ben Arous (direita) em Oberwolfach 2008, com Amir Dembo (esquerda) e Terence Lyons (centro)

## Vida
Ben Arous estudou na Escola Normal Superior de Paris (ENS, conclusão com Maitrise 1978), na Universidade Paris-Sul em Orsay (diploma em estatística em 1979) e na Universidade Pierre e Marie Curie (diploma em matemática 1980). Obteve um doutorado em 1981 na Universidade Paris VII, orientado por Robert Azencott. Em 1982/1983 esteve no pós-doutorado na Universidade do Colorado com Daniel Stroock. Obteve a habilitação (These d’Etat) em 1987 e foi Maitre de Conferences no ENS. Em 1988 foi professor da Universidade Paris-Sul, onde foi de 1992 a 1994 diretor do Laboratório de Matemática. De 1994 a 1997 foi professor e diretor do Laboratório de Matemática e Informática da ENS. De 1997 a 2007 foi professor de teoria das probabilidades aplicada na Escola Politécnica Federal de Lausanne, onde fundou em 2001 o Instituto Bernoulli. A partir de 2002 foi professor no Instituto Courant de Ciências Matemáticas.
Recebeu o Prêmio Rollo Davidson de 1993. Foi palestrante plenário no 2º Congresso Europeu de Matemática em 1996 (Large deviations as a common probabilistic tool for some problems of analysis, geometry and physics) e palestrante convidado do Congresso Internacional de Matemáticos em Pequim (2002: Aging and Spin Glass Dynamics). Foi editor do Journal of the European Mathematical Society. Em 2015 foi eleito membro da Academia de Artes e Ciências dos Estados Unidos.
Foi membro do grupo Nicolas Bourbaki.
Dentre seus doutorandos constam Raphaël Cerf, Jiři Černý, Sandrine Péché e Alice Guionnet.